# Михаил Стоянов (Жидилово)
Михаил (Миялко) Стоянов Георгиев е български революционер, деец на Вътрешната македоно-одринска революционна организация.

## Биография
Михаил Стоянов е роден в паланечкото село Жидилово, тогава в Османската империя. Присъединява се към ВМОРО. При избухването на Балканската война в 1912 година е доброволец в Македоно-одринското опълчение на Българската армия и служи в 2-ра рота на 2-ра скопска дружина. След като Паланечко остава в Сърбия след войната, Стоянов продължава да се занимава с революционна дейност и действа в 1915 година с четата на на Петко Стефанов. Участва в Първата световна война с Българската армия и е награден с орден „За храброст“ III степен.